# مارکو میکلتو
مارکو میکلتو (انگلیسی: Marco Micaletto؛ زادهٔ ۱۹ ژانویهٔ ۱۹۹۶) بازیکن فوتبال است.